# آمادغاه شهيد محسن غفوريان (حومة انديمشك)
آمادغاه شهید محسن غفوریان (بالفارسية: آمادگاه شهید محسن غفوریان) هي منطقة سكنية تقع في إيران في منطقة مركزية ريفية.